# Neuvy-sur-Loire
Neuvy-sur-Loire ist eine französische Gemeinde mit 1.428 Einwohnern (Stand: 1. Januar 2022) im  Département Nièvre in der Region Bourgogne-Franche-Comté. Sie gehört zum Arrondissement Cosne-Cours-sur-Loire und zum Kanton Pouilly-sur-Loire. Sie ist Mitglied des Gemeindeverbands Communauté de communes Cœur de Loire. Die Bewohner werden Neuvycois und Neuvycoises genannt.
Die Gemeinde erhielt 2022 die Auszeichnung „Zwei Blumen“, die vom Conseil national des villes et villages fleuris (CNVVF) im Rahmen des jährlichen Wettbewerbs der blumengeschmückten Städte und Dörfer verliehen wird.

## Geographie
Neuvy-sur-Loire ist die westlichste Gemeinde des Departements Nièvre. Sie liegt etwa 60 Kilometer südwestlich von Auxerre an der Loire, die auch die westliche Gemeindegrenze bildet. Hier mündet der Fluss Vrille in die Loire. An der nördlichen Gemeindegrenze verläuft die Cheuille. Umgeben wird Neuvy-sur-Loire von den Nachbargemeinden Bonny-sur-Loire im Nordwesten und Norden, Thou im Norden, Annay im Osten, La Celle-sur-Loire im Südosten und Süden, Sury-près-Léré im Süden und Südwesten, Belleville-sur-Loire im Südwesten sowie Beaulieu-sur-Loire im Westen.
Durch die Gemeinde führt die Autoroute A77.

## Bevölkerungsentwicklung
| Jahr                       | 1962 | 1968 | 1975 | 1982 | 1990 | 1999 | 2006 | 2012 | 2020 |
| -------------------------- | ---- | ---- | ---- | ---- | ---- | ---- | ---- | ---- | ---- |
| Einwohner                  | 1140 | 1147 | 1128 | 1113 | 1333 | 1356 | 1413 | 1490 | 1393 |
| Quellen: Cassini und INSEE |      |      |      |      |      |      |      |      |      |

## Sehenswürdigkeiten

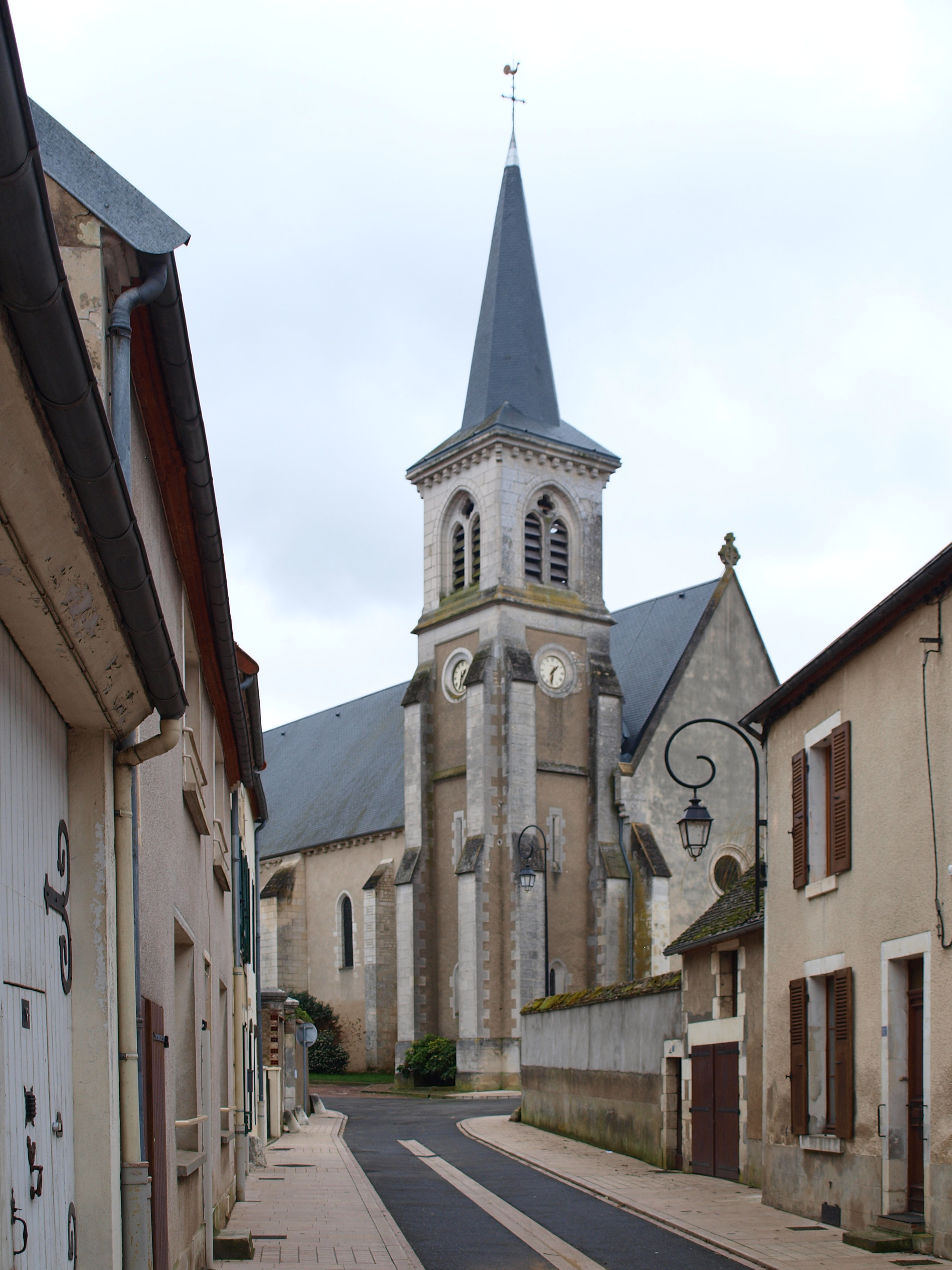
Kirche Saint-Laurent

- Kirche Saint-Laurent

## Persönlichkeiten
- Violette Nozière (1915–1966), Vatermörderin, geboren in Neuvy-sur-Loire